# Figueira Champions Classic 2023
De eerste editie van de Portugese eendagswielerwedstrijd Figueira Champions Classic vond plaats op 12 februari 2023. In een sprint om de eindzege won de Deen Casper Pedersen van de Belg Rune Herregodts en de Nederlander Marijn van den Berg.
De wedstrijd was 190 kilometer lang en werd verreden in en rond Figueira da Foz.
De wedstrijd was onderdeel van de UCI Europe Tour 2023.

## Uitslag
| Plaats  | Naam                | Ploeg                    | tijd     |
| ------- | ------------------- | ------------------------ | -------- |
| Winnaar | Casper Pedersen     | Soudal Quick-Step        | 4u35'54" |
| 2       | Rune Herregodts     | Intermarché-Circus-Wanty | z.t.     |
| 3       | Marijn van den Berg | EF Education-EasyPost    | z.t.     |
| 4       | Rui Costa           | Intermarché-Circus-Wanty | z.t.     |
| 5       | Natnael Tesfatsion  | Trek-Segafredo           | z.t.     |
| 6       | Kevin Vermaerke     | Team DSM                 | z.t.     |
| 7       | Magnus Cort         | EF Education-EasyPost    | z.t.     |
| 8       | Mathias Vacek       | Trek-Segafredo           | z.t.     |
| 9       | Nicola Conci        | Alpecin-Deceuninck       | z.t.     |
| 10      | Kobe Goossens       | Intermarché-Circus-Wanty | z.t.     |

2023 · 2024 · 2025